# Гранфелт, Ханна
Ханна (Лилиан) Гранфелт (фин. Hanna Granfelt; 2 июня 1884, Саккола, Великое княжество Финляндское, Российская империя (ныне Громово (Ленинградская область), РФ) — 3 ноября 1952, Хельсинки, Финляндия) — финская оперная певица (сопрано), музыкальный педагог. Лауреат высшей государственной награды Финляндии для деятелей искусств Pro Finlandia (1947).

## Биография
После окончания женской школы в Гельсингфорсе, в 1902 году стала выступать в Финском национальном театре, сыграла в нескольких музыкальных пьесах. Училась вокалу в Гельсингфорсе у Александры Ангер, а с 1904 года — в Парижской консерватории под руководством Эдмона Дювернуа. Кроме того, изучала театральное искусство в школе Луи Бремона.
За свою карьеру исполнила много ролей за границей и на сценах страны. Рихард Штраус посвятил ей главные роли в нескольких своих операх. С 1908 по 1910 год пела в Мангеймской придворной опере, с 1910 по 1912 год — в Королевской опере в Берлине, в 1913 году — в театре Ковент-Гарден в Лондоне, с 1915 по 1923 год — снова в Берлинской Королевской опере. Выступала в нескольких зарубежных оперных театрах, включая США, Испанию, Нидерланды и Швейцарию. Помимо Финляндии, преподавала вокал в Германии и Норвегии.

## Награды
- Pro Finlandia (1947)
- Почётная медаль Финского фонда культуры (1952)